# Dera (woreda, Amhara)
Pour les articles homonymes, voir Dera.
Dera est un des 105 woredas de la région Amhara, en Éthiopie.
Situé à l'est du lac Tana, Dera se rattache à la zone Debub Gondar de la région Amhara.
Au recensement national de 2007, le woreda compte 248 464 habitants dont 7 % de citadins. La population urbaine se compose de 7 116 habitants à Hamusit, 6 296 habitants à Anibesema et 3 360 habitants à Arib Gebeya.